# Teodor Schwanebach

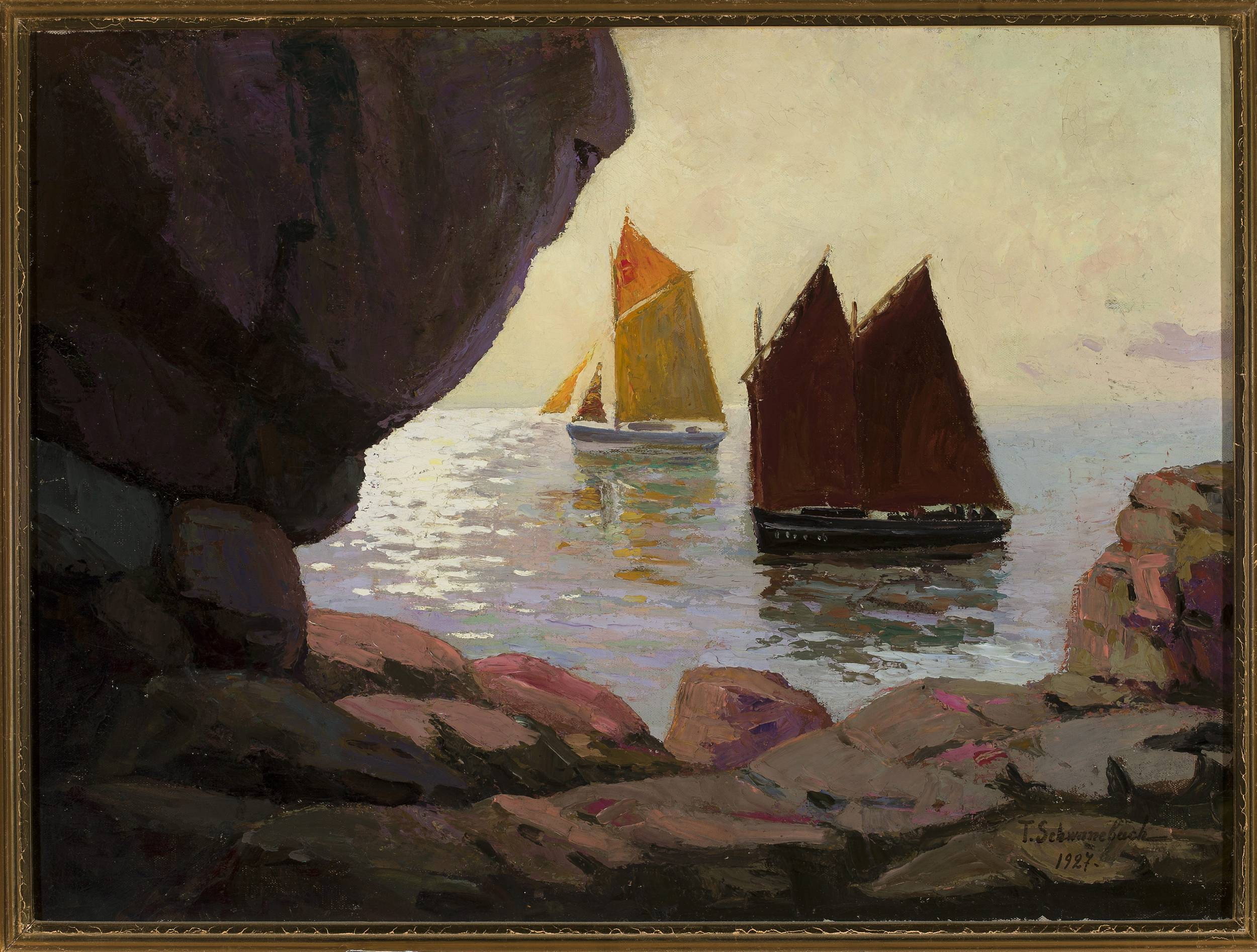
T. Schwanebach, Zachód słońca w Bretanii, 1927, Muzeum Narodowe w Warszawie (wcześniej w zbiorach Zachęty w Warszawie)

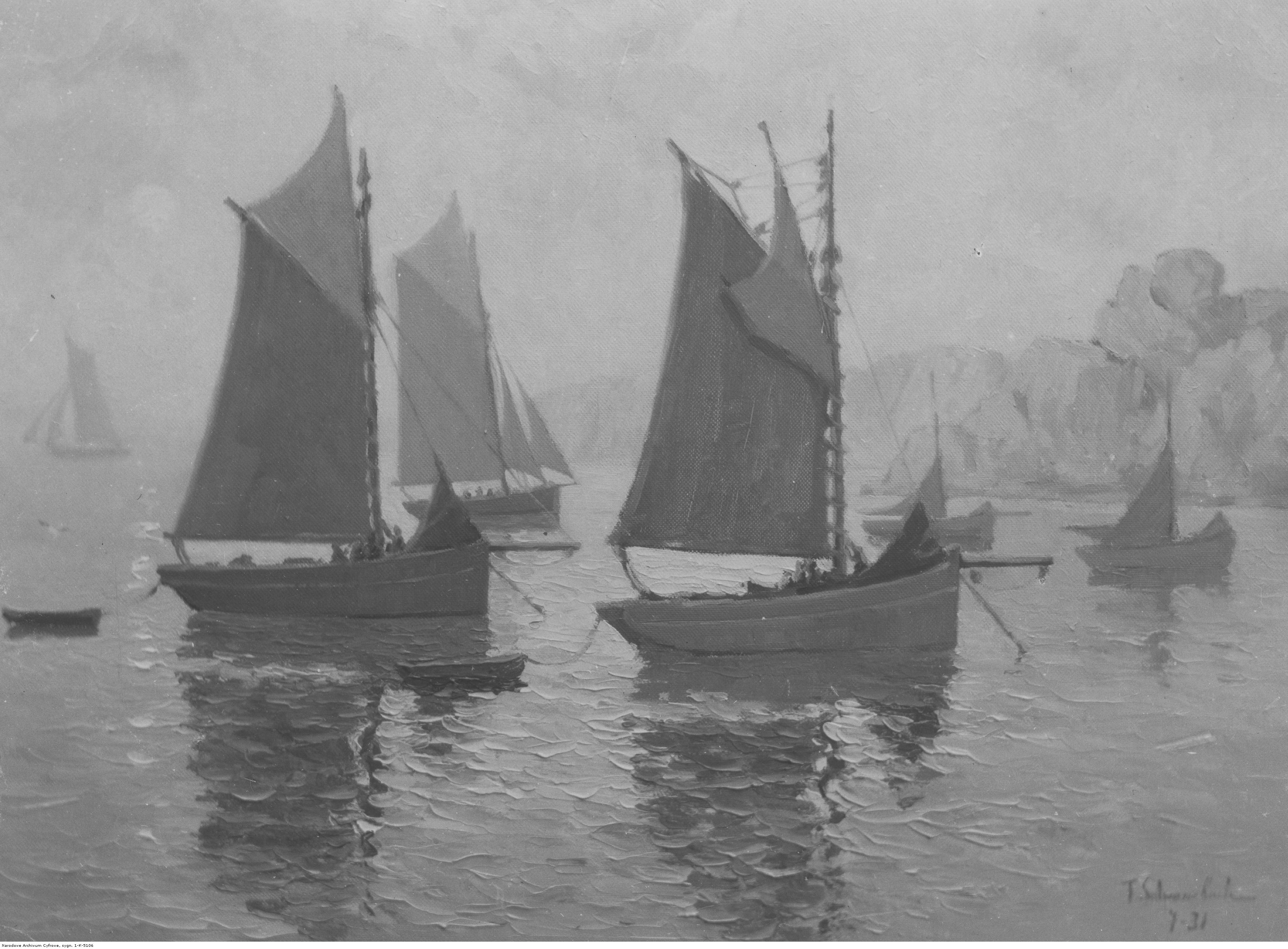
T. Schwanebach, Łodzie rybackie, 1931, zaginiony (zdjęcie opublikowane w "Ilustrowanym Kurierze Codziennym" w latach 30. XX w.)

Teodor Schwanebach, znany też jako Teodor Szwanebach lub Schwanenbach, Théodore de Schwanebach, Theodor von Schwanebach (ur. 30 sierpnia 1874, zm. 15 lutego 1949) – polski artysta malarz pochodzenia rosyjsko-niemieckiego, marynista.

## Życiorys
Pochodził z rosyjsko-niemieckiej rodziny ziemiańskiej, osiadłej w majątku Żyrmuny na Litwie (obecnie Białoruś). Przed I wojną światową mieszkał w Paryżu, gdzie miał studiować malarstwo pod okiem Jeana Paula Laurensa w École nationale supérieure des beaux-arts. W latach 20. XX w. kontynuował studia malarskie na Uniwersytecie Stefana Batorego w Wilnie. W latach 1927–1935 często bywał we Francji, mieszkając w Bretanii, na Riwierze i w Paryżu. Od 1932 do 1939 roku mieszkał na stałe w Wilnie, gdzie miał kamienicę przy ul. Ofiarnej (zwaną „domem malarza”), w której znajdowała się jego pracownia. Z żoną Elżbietą ze Swensonów miał córkę Nadzieję (zm. 1929 w Paryżu), która poślubiła w 1927 roku Stanisława Burhardta, sędziego sądu okręgowego w Wilnie i byłego oficera I Korpusu Polskiego w Rosji.

## Twórczość
Był związany z wileńskim ruchem artystów „niezależnych”, charakteryzujących się sprzeciwem wobec środowiska akademickiego i sztuki oficjalnej. W 1931 roku został przyjęty do Wileńskiego Towarzystwa Niezależnych Artystów Sztuk Plastycznych. Od 1932 do 1935 roku zasiadał w zarządzie tej organizacji. W latach 1927–1932 i 1935 brał udział w Salonach Niezależnych w Paryżu. Ponadto prezentował swoje prace m.in. na wystawach Towarzystwa Zachęty Sztuk Pięknych w Warszawie, Towarzystwa Przyjaciół Sztuk Pięknych w Krakowie, jak również Société Nationale des Beaux-Arts w Paryżu. Wziął również udział w Pierwszej Wystawie Grupy Artystów Polskich w Paryżu w 1935 roku. W 1939 roku otrzymał dyplom honorowy za obraz Szkuner we mgle, zaprezentowany na III Wystawie Morskiej w warszawskiej Zachęcie.
Szwanebach był przede wszystkim marynistą, cenionym za „oryginalny koloryt i interesujące oświetlenie” (recenzja M. Nałęcz Dobrowolskiego z 1939 roku). W swoich obrazach, głównie olejnych, ukazywał przede wszystkim marynistyczne widoki z Bretanii, rzadziej innych regionów Francji, jak również krajobrazy polskie.